# تيتو (بازيليكاتا)
تيتو (بالإيطالية: Tito)‏ هي بلدية في مقاطعة بوتنسا في إقليم بازيليكاتا الإيطالي.

## السكان
في سنة 1861 بلغ عدد السكان 4٬857 نسمة، وتطور العدد ليصل في سنة 2011 لـ 7٬172 نسمة.
يظهر هذا المخطط البياني تطور النمو السكاني لـ تيتو (بازيليكاتا)